# GSG9 : Missions Spéciales
Pour les articles homonymes, voir GSG.
GSG9 : Missions Spéciales (GSG 9 - Die Elite Einheit) est une série télévisée allemande en vingt-cinq épisodes de 45 minutes créée par Florian Kern et diffusée du 7 mars 2007 au 29 mai 2008 sur Sat.1.
En France, la série a été diffusée sur W9 du 29 juin 2008 jusqu'en 2009.

## Distribution

### Acteurs principaux
- Marc Benjamin Puch (de) (V. F. : Tony Joudrier) : Gebhard « Geb » Schurlau
- Bülent Sharif (de) (V. F. : Denis Laustriat) : Demir Azlan
- Andreas Pietschmann (V. F. : Yann Pichon) : Konstantin « Konny » von Brendorp
- Jorres Risse (de) (V. F. : Eric Daries) : Frank Vernitz
- Florentine Lahme (V. F. : Sybille Tureau) : Petra Helmholtz
- André Hennicke (V. F. : Jean Roche) : Thomas Anhoff
- Bert Böhlitz (de) (V. F. : Stéphane Vasseur) : Caspar Reindl (saison 1)
- Wanja Mues : Frederick Sedlack (saison 2)

### Acteurs secondaires
- Anna von Berg (de) (V. F. : Armelle Gallaud) : Maja Schurlau
- Lil Oggesen (V. F. : Bénédicte Bosc) : Sophia Schurlau
- Oliver Stritzel (de) (V. F. : Luc Bernard) : Martin Gauss
- Erika Skrotzki (de) (V. F. : Pascale Jacquemont) : Dorothea Neukirch
- Lena Stolze (V. F. : Nathalie Duverne) : Heike Bongarts

- Version française
  - Société de doublage : Synchro France[1],[2]
  - Direction artistique : Jean Roche[1]
  - Adaptation des dialogues : Marie-Hélène Florent[1]
  - Enregistrement et Mixage : Martin Crube[1]

Sources V. F. : Doublage Séries Database et RS Doublage

## Épisodes

### Première saison (2007)
1. Frères d'arme (Feuertaufe)
2. La menace invisible (Der unsichtbare Feind)
3. Compte à rebours (Die Zelle)
4. Ennemi d'état (Die Botschaft)
5. Dérapages (Bauernopfer)
6. Le cinquième homme (Niemandsland)
7. Résistance (Auge um Auge)
8. Classé confidentielle Transatlantische Freundschaft)
9. Chasse à l'homme (Transatlantische Freundschaft)
10. L'étincelle (Abgewiesen)
11. L'ultimatum (Außer Kontrolle)
12. L'enfer au paradis (Paradies)
13. Sans foi ni loi (Ich, der Feind)

### Deuxième saison (2008)
1. Contre la montre (Erstschlag)
2. La taupe (Ratten)
3. Manipulations (Todesspiel)
4. Terminus (Endstation)
5. Destin de soldat (Alptraum)
6. Haute tension Partie 1 (Hochspannung (1))
7. Haute tension Partie 2 (Hochspannung (2))
8. Guerre Fraticide (Bruderkampf)
9. Le prix du secret (Todeszelle)
10. Affaire d'état (Blutzoll)
11. L'adieu du condamné (Das Testament)
12. Des héros plus qu'ordinaires (Helden)